# Ако (уезд)
Ако (яп. 赤穂郡 Ако-гун) — уезд, расположен в префектуре Хиого, Япония.

Расположение уезда Ако в префектуре Хиого.

По оценкам на 1 октября 2020 года, население составляет 13,879 человек, площадь 150,3 км², плотность 92,37 человек/км². В составе населения женщины (7162) преобладают над мужчинами (6717). Абсолютное большинство жителей уезда — граждане Японии (13 760), только 119 человек — иностранцы.

## Демография
| Численность населения | Численность населения | Численность населения | Численность населения | Численность населения | Численность населения |
| 1995                  | 2000                  | 2005                  | 2010                  | 2015                  | 2020                  |
| --------------------- | --------------------- | --------------------- | --------------------- | --------------------- | --------------------- |
| 18 849                | ↘18 419               | ↘17 603               | ↘16 636               | ↘15 224               | ↘13 879               |

## Посёлки и сёла
- Камигори